# Boite
Il Boite (ra Bóite in ladino ampezzano e la Guóite o la Buóite in ladino cadorino) è un corso d'acqua a carattere torrentizio delle Dolomiti, affluente destro del fiume Piave, lungo 45,07 km e con un bacino di 396 km² (sia per lunghezza che per ampiezza del bacino, è il secondo affluente del Piave per importanza dopo il Cordevole).

## Caratteristiche
Nasce a nord di Cortina d'Ampezzo, in località Cianpo de Crosc, a quota 1.800 m. circa (il primo tratto è detto, in ladino: Aga de Cianpo de Crósc, ossia "Acqua di Campo Croce"), attraversa i comuni di Cortina d'Ampezzo, San Vito di Cadore, Borca di Cadore, Vodo di Cadore, Valle di Cadore per immettersi nel Piave a Perarolo di Cadore dopo aver attraversato l'omonima valle.
Nel suo corso riceve numerosi torrenti e rii montani, di cui il maggiore è il torrente Rite da Cibiana di Cadore. Sul corso del Boite vi sono i laghi artificiali di Vodo e Valle di Cadore.
Poco più a valle del bacino di Vodo, il Boite passa per la gola detta Chiusa di Venas, dal nome dell'omonimo paese soprastante, che rivestì un'importanza strategica e militare per diversi secoli.
Il torrente dà anche il nome all'unione montana che riunisce tutti i paesi sopracitati, ad eccezione di Cortina e Perarolo.

## Galleria d'immagini

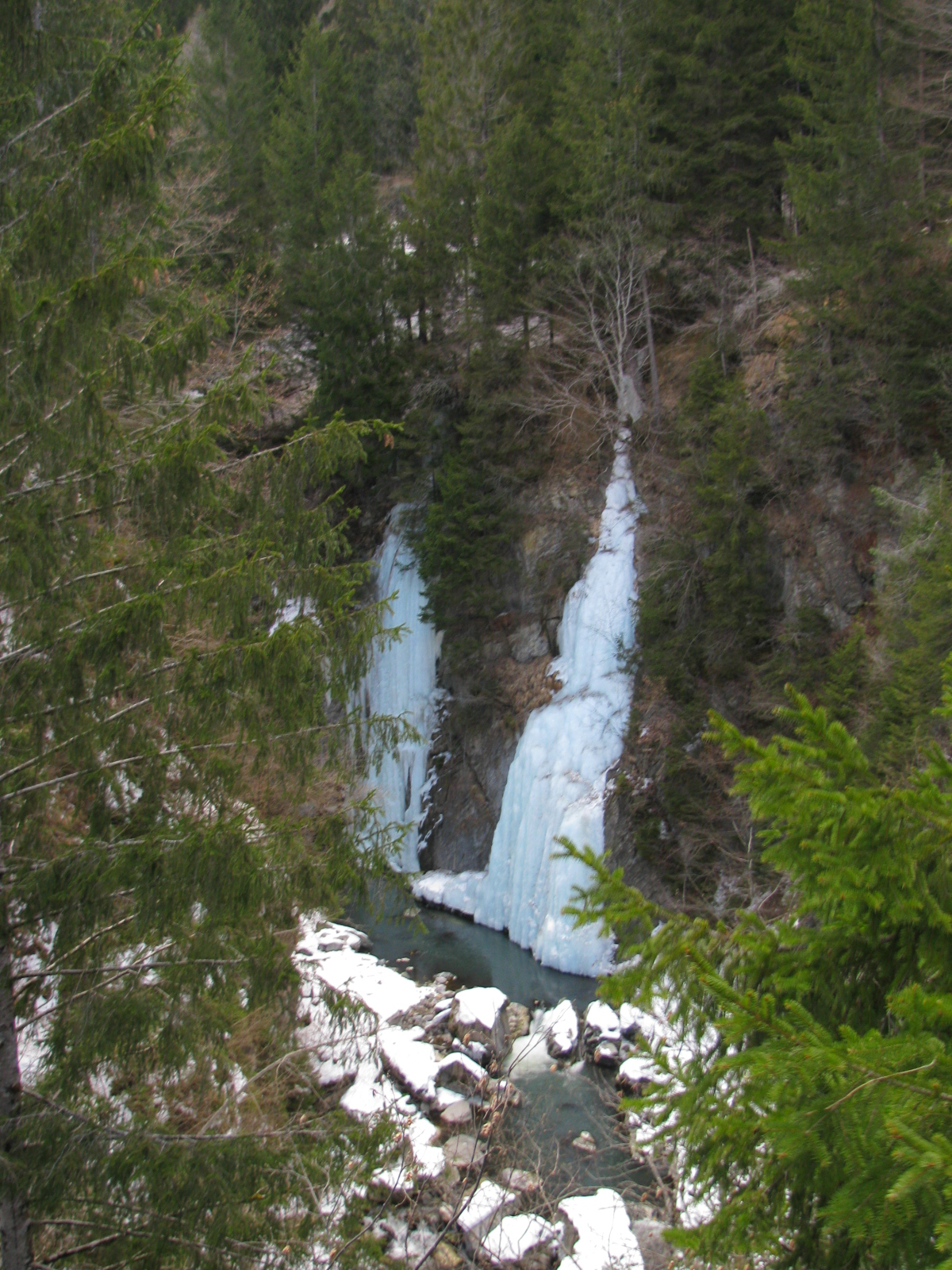
Alcune cascate ghiacciate lungo il Boite, all'altezza della "Chiusa di Venas"
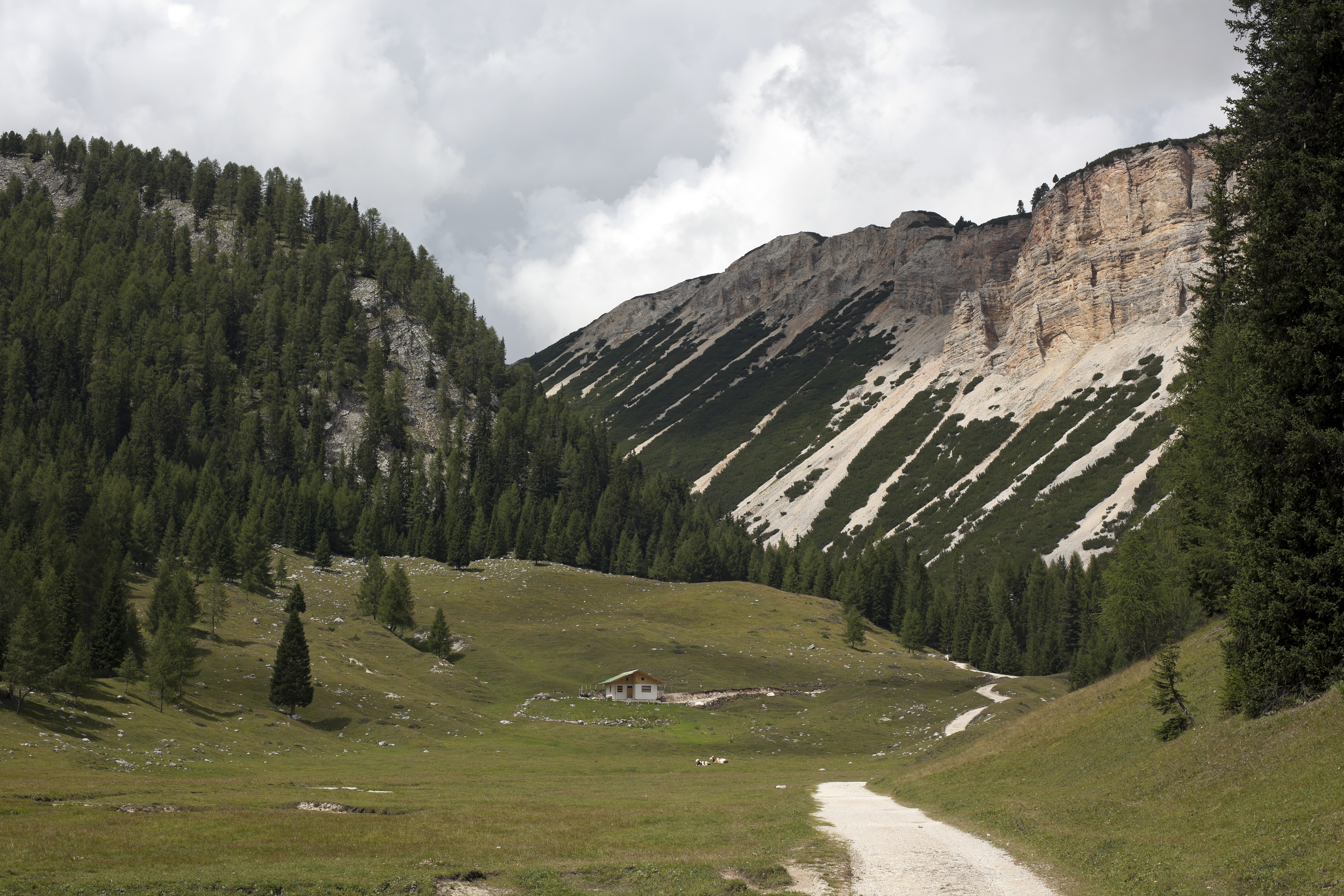
Campo Croce nel Parco Naturale delle Dolomiti d'Ampezzo